# 道德心理学
道德心理学（英語：Moral psychology）是哲学和心理学的一个交叉研究领域。历史上，狭义的“道德心理学”指的是对道德发展的研究。如今的道德心理学更加广泛地包括伦理学、心理学和心灵哲学等学科。道德心理学的一些主要主题是道德判断、道德推理、道德感知、道德责任、道德动机、道德认同、道德行动、道德发展、道德多样性、道德品质（尤其是美德伦理等）、利他主义、心理利己主义、道德运气、道德预测、道德情感、情感预测和道德分歧等。

## 研究方法

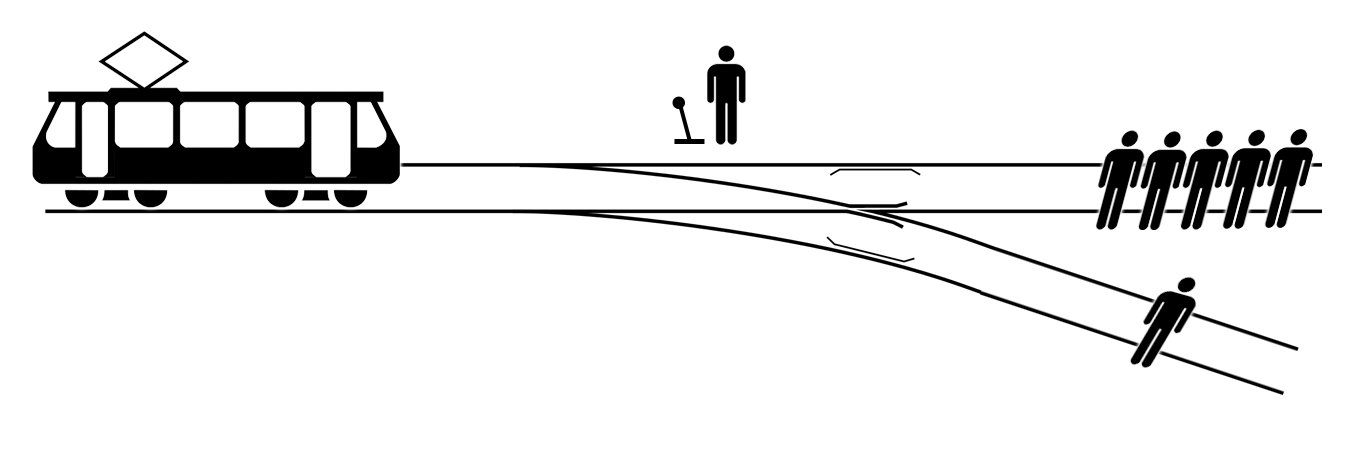
电车难题，心理学研究中常用的道德困境

哲学家、心理学家和其他领域的学者创造了各种研究道德心理学的方法；其中的实证研究至少可以追溯到1890年代。这些研究中使用的方法包括：提出道德困境、例如电车难题；开展结构化的访谈和调查；进行经济游戏；使用神经影像学，以及探究自然语言的使用。